# Алексеев, Александр Николаевич (футболист)
Алекса́ндр Никола́евич Алексе́ев (укр. Олександр Миколайович Алексєєв; род. 3 июля 1956, Каменка, Липецкая область) — советский футболист, игравший на позиции нападающего. По завершении карьеры игрока работал тренером.

## Биография
Родился в Липецкой области, однако в детстве вместе с родителями переехал на Луганщину. Начал заниматься футболом в ДЮСШ города Свердловска под руководством тренеров Геннадия Бровкина и Николая Крамаренко. Позже учился в ворошиловградском спортинтернате, а в 1973 году попал в состав местной «Зари», которая годом ранее стала чемпионом СССР. Проведя 2 года в дублирующем составе команды, в 1975 году принял предложение Алексея Расторгуева и перешёл в кировоградскую «Звезду». В новом клубе практически сразу стал игроком основы, забив в дебютном сезоне 6 голов. В том же году вместе с командой стал обладателем Кубка УССР, проведя в этом турнире 8 матчей и забив 3 гола. В составе кировоградской команды выступал до 1983 года, сыграл более 300 матчей и забил более 60 голов, дважды становившись лучшим бомбардиром команды. В 1984 году провёл сезон в днепродзержинском «Металлурге», после чего завершил выступления на профессиональном уровне. В дальнейшем играл за любительские «Радист», «Красная Звезда» (обе — Кировоград), «Локомотив» (Знаменка) и «Геркулес» (Новоукраинка), а также за футзальный «Буревестник-Эльбрус» из Кировограда.
Во время выступлений окончил факультет физвоспитания Кировоградского пединститута, а позже — высшую школу тренеров в Киеве. В 1994 году начал тренерскую карьеру на посту ассистента главного тренера в фарм-клубе «Звезды» — знаменском «Локомотиве», выступавшем на любительском уровне. В 2002—2004 годах работал в тренерском штабе кировоградской «Звезды», на должности помощника Юрия Коваля. Также тренировал ряд других украинских клубов. С 2007 года — тренер в кировоградской ДЮСШ-2.

## Стиль игры
Обладал высокой скоростью и умелым дриблингом. Мог убежать, подать, прострелить, завершить комбинацию партнёров, однако из-за низкого роста бороться на «втором этаже» было проблематично. По словам самого Алексеева, 85 % голов забил с передач Юрия Касёнкина.

## Достижения
- Обладатель Кубка Украинской ССР: 1975